# Greenea corymbosa
Greenea corymbosa là một loài thực vật có hoa trong họ Thiến thảo. Loài này được (Jack) Voigt mô tả khoa học đầu tiên năm 1845.